# 稲田晴年
稲田 晴年（いなだ はるとし、1948年3月 - ）は、日本の文学者（フランス現代小説・フランス現代哲学）。静岡県立大学名誉教授。静岡県立大学国際関係学部教授、静岡県立大学国際関係学部学部長などを歴任した。

## 経歴
出生から修学期
1948年生まれ。東京大学でフランス文学を学び、卒業。同大学大学院人文科学研究科仏語仏文学専門課程に進み、1980年に修士号を取得。1988年に博士課程を単位取得満期退学。
フランス文学研究者として
同1988年、静岡県立大学国際関係学部助教授に就いた。その後、同大学国際関係学部国際言語文化学科の教授に昇格。同大学大学院国際関係学研究科比較文化専攻の教授も兼任した。在任中には、国際関係学部学部長も務めた。2013年3月に静岡県立大学を定年退任し、名誉教授となった。

## 研究内容・業績
専門はフランス文学であり、特にフランス現代文学やフランス現代思想。現代文学についてはアルベール・カミュ、また、フランスの現代思想については、ジル・ドゥルーズらを研究対象としている。

## 著作
単著
- 『フランス語の綴りの読みかた：正しい発音の出発点』第三書房 1999[2]
  - 再版 第三書房、2005[3]
  - 改題新版 『新版 フランス語の綴りの読みかた』駿河台出版社 2023[4]
- 『基礎強化フランス文法トレーニング』第三書房 2005[5]

訳書
- 『フランスの歴史をつくった女たち 第2巻[6]』ギー・ブルトン（フランス語版）著、中央公論社 1994[7]
- 『アルベール・カミュ: ある一生』上・下[8]巻、オリヴィエ・トッド（フランス語版）著、有田英也共訳、毎日新聞社、2001年